# Маккуин, Баттерфлай
Баттерфла́й Маккуи́н (англ. Butterfly McQueen), при рождении — Те́лма Маккуи́н (англ. Thelma McQueen, 7 января 1911, Тампа, Флорида — 22 декабря 1995[…], Огаста, Джорджия) — американская актриса, наиболее известная по роли Присси, чудаковатой служанки Скарлетт, в фильме «Унесённые ветром», а также роли кухарки Вашти в вестерне «Дуэль под солнцем».

## Биография
Телма Маккуин родилась 7 января 1911 года в Тампе, штат Флорида. В юности она собиралась стать медсестрой, но одна из её учительниц в средней школе посоветовала ей попробовать себя на театральной сцене. Первоначально она занималась танцами в одной из молодёжных групп. В то же время она получила прозвище Баттерфлай (рус. Бабочка), из-за её выступления в постановке «Сон в летнюю ночь», где во время балета бабочки она постоянно махала руками. Телма всегда не любила своё настоящее имя и повзрослев официально изменила его на Баттерфлай Маккуин. Она ещё некоторое время выступала вместе с танцевальной труппой Кэтрин Данэм, прежде чем состоялся её профессиональный актёрский дебют на Бродвее в постановке Джорджа Эббота «Коричневый сахар».
Свою первую роль в кино, ставшую вдобавок и самой знаменитой в её карьере, она исполнила в фильме «Унесённые ветром» в 1939 году, где сыграла Присси, чудаковатую служанку Скарлетт. Вскоре после этого она появилась в небольшой роли в фильме Джорджа Кьюкора «Женщины» (1939), а спустя четыре года снялась вместе с Этель Уотерс и Луи Армстронгом в фильме «Хижина на небесах» (1943). В годы Второй мировой войны она работала на радио, где озвучивала одну из персонажей в программе комедианта Джека Бенни. В послевоенное время она появилась в фильмах «Милдред Пирс» (1945) и «Дуэль под солнцем» (1946), после почти что перестала сниматься, так как устала от этнических стереотипных ролей, которых ей только и приходилось играть.
Маккуин переместилась на телевидение, где с 1950 по 1952 год снималась в комедийном сериале «Бела», с Хэтти Макдэниел, её соратницей по «Унесённым ветром», в главной роли. После этого она всего несколько раз появилась на экранах, в большей степени посвятив себя другим занятиям, в частности исследованиям в области политологии, за что в 1975 году была удостоена степени бакалавра в Сити-колледже Нью-Йорка.
Одни из последних своих ролей она исполнила в детском телесериале на канале ABC, за что получила Дневную премию «Эмми» в 1980 году, а также в фильмах «Удивительная Грейс» (1974) и «Берег москитов» (1986).
Всю свою жизнь Маккуин провела почти одна, потому что никогда не была замужем и детей у неё не было. В летнее время она жила в Нью-Йорке, а на зиму перебиралась в город Огаста в штате Джорджия. Баттерфлай Маккуин умерла 22 декабря 1995 года в медицинском центре Огасты от ожогов, полученных после того как она пыталась зажечь керосиновый нагреватель и по неосторожности подожгла одежду на себе. На протяжении всей своей жизни она была атеисткой, и после смерти завещала своё тело на медицинские исследования.